# Núi Potalaka

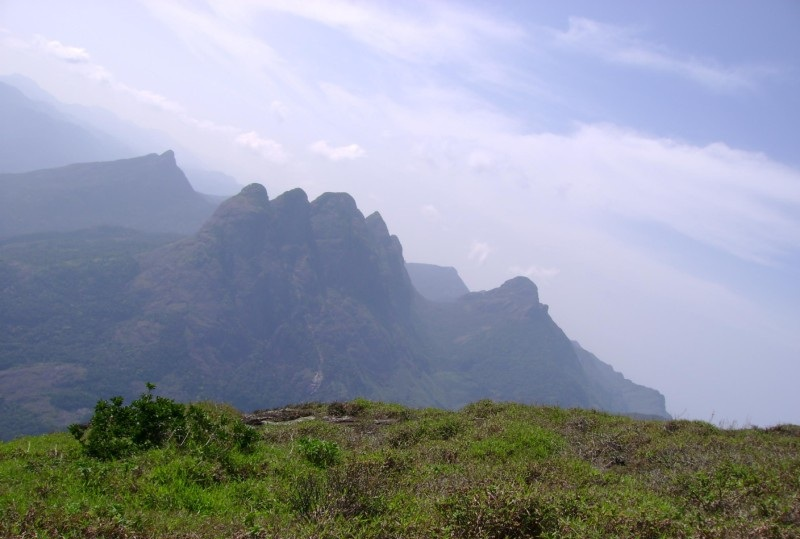
Ngọn núi Pothigai Malai tại bang Tamil Nadu, nơi được xem là nguyên mẫu cho ngọn núi truyền thuyết Potalaka ở Ấn Độ.

Núi Potalaka (tiếng Trung: 補陀落山 - Phổ Đà lạc sơn, tiếng Nhật: Fudaraku-san), nghĩa là "quang minh, sáng chói", theo truyền thuyết là nơi cư ngụ của Bồ Tát Quán Thế Âm, ở vùng biển phía Nam Ấn Độ.

## Truyền thống địa phương

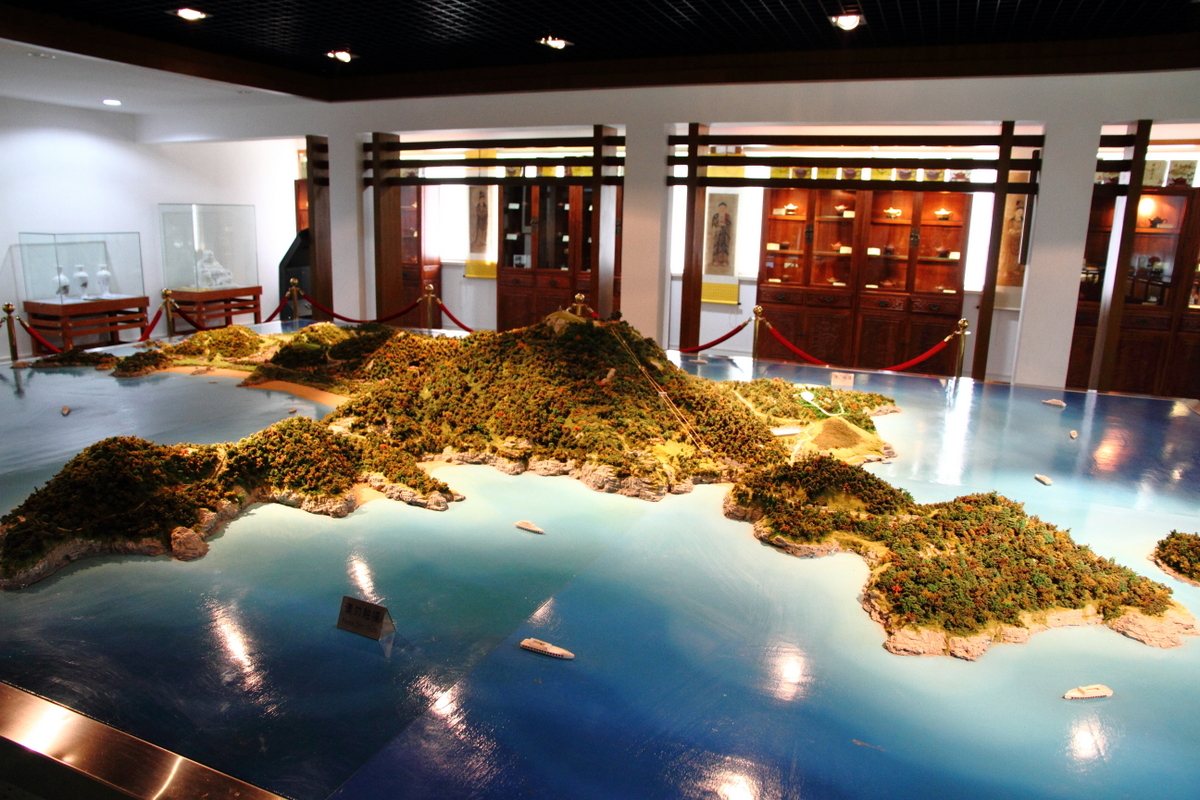
Mô hình của đảo núi Phổ Đà ở Trung Quốc